# 山口市立宮野小学校
山口市立宮野小学校（やまぐちしりつ みやのしょうがっこう）は、山口県山口市宮野下にある公立小学校。

## 沿革
- 1873年（明治6年） - 宮野河原に宮野小学として開校。
- 1875年（明治8年） - 七房小学（石丸）、中村小学（上恋路）、桜畠小学（桜畠）がそれぞれ分立し、宮野小学は宮野河原小学と改称。
- 1878年（明治11年） - 上記3校を合併し、現在地に校舎を新築し宮野小学と改称。
- 1879年（明治12年） - 宮野小学校と改称。
- 1887年（明治20年） - 宮野尋常小学校と改称、高等小学を併設。
- 1894年（明治27年） - 宮野尋常高等小学校と改称。
- 1941年（昭和16年） - 国民学校令により山口市立宮野国民学校と改称。
- 1947年（昭和22年） - 学校教育法により山口市立宮野小学校と改称。
- 1948年（昭和23年） - 山口市立宮野小学校PTA発足。
- 1956年（昭和31年） - 校歌制定。
- 1962年（昭和37年） - プール落成。
- 1966年（昭和41年） - 体育館落成。
- 1973年（昭和48年） - 開校百周年記念事業・記念式挙行。
- 1979年（昭和54年） - プール移築、新校舎落成。
- 1983年（昭和58年） - ゲンジボタル飼育放流開始。
- 1997年（平成9年） - 校舎改築第一期工事完了。
- 1998年（平成10年） - 校舎改築第二期工事完了。
- 2002年（平成14年） - 学校週5日制完全実施。
- 2014年（平成26年） - 体育館改築、プール増改築完了。

## 服装
制服を着用する。なお、男子の上着は詰襟、女子の冬服はセーラー服である（大歳小学校、嘉年小学校がある）。